# Dieudonné Alfred Ancion-Jamar
Dieudonné Alfred Ancion-Jamar (né le 2 novembre 1839 à Liège et mort le 19 novembre 1923  dans la même ville), est un industriel et un homme politique belge francophone libéral.

## Biographie
Dieudonné Alfred Ancion-Jamar est le gendre de Walthère Jamar.
Il fut membre du parlement,,  et conseiller provincial de la province de Liège.